# Mölssee
Der Mölssee liegt in der Wattentaler Lizum im österreichischen Bundesland Tirol auf einer Höhe von 2.240 Metern. Mit einer Fläche von 0,0346 km² ist er einer der größeren Seen in der Umgebung. Man erreicht ihn über die Wattentalstraße und geht dann über die Mölsalm zu Fuß auf einer recht steilen Strecke in Richtung Mölser Scharte zum See. Da die Region in militärischem Sperrgebiet liegt, ist der Zugang nicht immer gewährleistet.
Das saubere Bergseewasser hat hervorragende Trinkwasserqualität und ist die Heimat von Forellen. Die Wassertemperatur erreicht auch im Hochsommer kaum mehr als 16 °C.
Der See wird vom Mölsbach entwässert, einem der Quellbäche des Wattenbachs. Er hat eine Länge von ca. 4,35 Kilometern und bildet zusammen mit dem Lizumbach ab dem Lager Walchen den Wattenbach.